# 대원대학교
대원대학교(大元大學校, Daewon University College)는 충청북도 제천시에 있는 대한민국의 사립 전문대학이다.

## 연혁
1994년 11월 17일, 학교법인 민송학원에 의하여 대원전문대학이 설립되었다. 이듬해 3월 6일 개교하였다. 1998년 5월 1일 대원공과대학으로 교명을 변경한다. 1999년 10월 18일 대원과학대학, 2008년 12월 15일 대원대학으로 교명을 변경하고, 2011년 11월 22일 대원대학교로 교명을 변경하여 현재에 이르고 있다.

### 학장과 총장
대원전문대학 설립 당초부터 대원대학으로 교명을 바꾼 시기까지 학장이 임명되다 대원대학교로 교명을 변경한 시기부터 총장 명칭을 사용하고 있다.
대원대학교 총장은 교수 등 교직원들의 업무를 감독하고, 교무를 총괄하며 학생을 지도하고 학교를 대표한다. 학교법인 민송학원의 정관에 따라 선출 절차를 거치며, 민송학원 이사장이 임명한다. 임기는 4년이다.
2023년 기준으로 김영철이 총장 직무를 수행중이며, 임기는 2026년까지 유지된다.
- 제1대 학장 염재선(1995.3.1~1998.9)
- 제2대 학장 기주연(1998.9.4~2002.8.31 )
- 제3대 학장 기주연(2002.9.1~2003.5)
- 제4대 학장 유재환(2003.5.21~2006.8.31 )
- 제5대 학장 유재환(2006.9.1~2010.8.31 )
- 제6대 총장 김효겸(2010.10.1~ 2014.9.30)
- 제7대 총장 이원탁(2014.10.1~ 2018.9.30)
- 제8대 총장 조남근(2018.10.1~ 2019.9.17)
- 제9대 총장 고숙희(2020.1.1~ 2022.12.31)
- 제10대 총장 김영철(2023.1.1~ 현재)

## 교육편제
대원대학교는 자체적으로 공학, 자연과학, 인문사회계열을 설정하고 각 계열별로 24개 학과를 편제하여 전문학사 학위 과정을 운영하고 있다.

## 같이 보기
- 세명대학교
- 성희여자고등학교